# Los Azufres
Die Caldera Los Azufres ist einer von mehreren Vulkankomplexen mit aktiven geothermischen Systemen nördlich des mexikanischen Vulkan-Gürtels. Die Caldera mit einem Durchmesser von 18 × 20 Kilometern liegt 200 Kilometer nordwestlich von Mexiko-Stadt.
Es lassen sich zwei Ausbruchszyklen mit einer Dauer von jeweils 200.000 Jahren nachweisen vor 1,4 Millionen bis 800.000 Jahren. Die jüngsten Datierungen von Lava reichen in eine Zeit vor etwa 600.000 Jahren als einige Lavadome entstanden sowie basaltische bis Rhyolithische Ausbruchsprodukte gefördert wurden. Die jüngsten Ignimbrit-Ablagerungen werden auf ein Alter von 38.000 bis 26.000 Jahre geschätzt. Heiße Quellen und Fumarolen befinden sich auf einer von Osten nach Westen liegenden geothermisch aktiven Achse.